# Збігнєв Влосович
Збігнєв Влосович (пол. Zbigniew Włosowicz; 3 травня 1955, Краків) — польський дипломат. Постійний представник Польщі при Організації Об'єднаних Націй у Нью-Йорку (1993—1997).

## Життєпис
Народився 3 травня 1955 року в місті Краків. Закінчив факультет права та управління Ягеллонського університету. Має ступінь кандидата юридичних наук.
Працював викладачем на факультеті права та управління Ягеллонського університету, спеціалізувався на міжнародному публічному праві, та дипломатичному праві.
З 1990 року на дипломатичній службі в Міністерстві закордонних справ Польщі. Протягом кількох років був співробітником Постійного представництва Республіки Польща при ООН у Нью-Йорку, де був першим секретарем (1990—1991) та заступником постійного представника (1991—1993), а в 1993—1997 рр. Постійний представник Польщі при Організації Об'єднаних Націй, у тому числі в 1996—1997 рр. представляв Польщу в Раді Безпеки ООН.
З 1998 по 2000 рр. був спеціальним радником з міжурядових питань Програми розвитку ООН.
З 2000 по 2005 рр. був спеціальним представником Генерального секретаря ООН і головою UNFICYP (миротворчі сили ООН, дислоковані на Кіпрі).
У 2006—2007 роках був деканом факультету міжнародних відносин Університету адміністрації в Бельсько-Бялі, доки факультет не був включений до складу факультету соціальних наук (тоді факультет гуманітарних та міжнародних досліджень).
З 2008 року читав лекції у Вищій європейській школі імені о. Юзефа Тішнера в Кракові, а у 2009—2010 рр. знов у Вищій школі адміністрації у Бельсько-Бялі.
З 8 червня 2010 по 21 серпня 2012 років був заступником державного секретаря з міжнародних справ Міністерства національної оборони Польщі.
З 1 лютого 2013 по серпень 2015 років був заступником голови Бюро національної безпеки.